# کوین سنتر (ایلینوی)
کوین سنتر (به انگلیسی: Coyne Center) یک منطقهٔ مسکونی در ایالات متحده آمریکا است که در ایلینوی واقع شده‌است. کوین سنتر ۸۲۷ نفر جمعیت دارد.